# Romantic Psycho
Romantic Psycho – czwarty album polskiego rapera Quebonafide. Wydawnictwo ukazało się 1 kwietnia 2020 roku nakładem własnej wytwórni QueQuality. Wydanie albumu jest podzielone na trzy wersje.
W ramach promocji została zaplanowana trasa pt. Romantic Psycho Experience.

## Tło
We wrześniu 2018 roku raper zniknął z social mediów, a w ostatnim udzielonym wywiadzie wypowiedział się na temat swojej nowej płyty: „Teraz mam w planach płytę bardzo ekshibicjonistyczną – dużo bardziej niż wszystko, co do tej pory nagrałem, taką „Zorzę” razy dziesięć, i będę się musiał bardzo skupić i przypomnieć sobie pewne zdarzenia i emocje. Pisanie takich rzeczy działa na mnie terapeutycznie i wydaje mi się, że tak to powinno funkcjonować”. Raper powrócił w 2018 roku wydając album z Taco Hemingwayem pt. Soma 0,5 mg który sprzedając się w 150 tys. egzemplarzy pokrył się diamentową płytą oraz kończąc rok wspólną trasą koncertową wysprzedając największe hale w Polsce pt. Ekodiesel Tour. We wrześniu w 2018 roku zmarł raper Mac Miller, którego muzyk był wielkim fanem. W związku z jego śmiercią raper napisał na Instagramie, że jest tym zdruzgotany i zapowiedział kolejną przerwę w karierze.
7 lutego 2020 roku ukazał się pierwszy singiel pt. „Romantic Psycho” gdzie wspólnie z Taco Hemingwayem raper rozliczył się z przeszłością i opowiedział o swoim związku z Natalią Szroeder. 10 lutego ukazał się kolejny singiel w klimacie depresyjnym wraz z teledyskiem pt. „Jesień” z gościnnym udziałem Natalii Szroeder oraz rozpoczęła się przedsprzedaż albumu pt. Romantic Psycho. Raper w teledysku oraz na okładce albumu pokazał całkiem odmieniony wizerunek, zniknęły z jego ciała tatuaże, a samym wyglądem upodobnił się do siebie za czasów studenckich. 15 lutego 2020 muzyk wystąpił w Dzień dobry TVN, gdzie przedstawił nowy wizerunek. Raper znany zazwyczaj ze swojego szalonego i wybuchowego charakteru, przedstawił się jako cichy i nieśmiały chłopak. Raper również ogłosił swoją trasę koncertową promującą album pt. Romantic Psycho Experience, którą sam nazwał „doświadczeniem”, a nie trasą koncertową. Raper zapowiedział również swój udział w programie Jeden z dziesięciu oraz występ u Kuby Wojewódzkiego. Jednakże z powodu epidemii koronawirusa trasa jak i odcinki zostały przełożone na inny termin. Swój nowy wizerunek raper przedstawiał również na instagramie ukazując komiczne i nie pasujące do gwiazdy zdjęcia, przy czym na każdym zdjęciu pojawiał się w tym samym ubraniu. W ramach promocji zdjęcie artysty z okładki ukazało się na okładce krzyżówek wydawcy Technopol oraz zdjęcie okładki pojawiło się na muralu przy stacji metra Politechniki w Warszawie. 19 lutego raper udzielił wywiadu dla newonce w którym to na żywo freestylował, nagranie z wywiadu zdobyło parę milionów wyświetleń w serwisie YouTube. 13 marca ukazał się ostatni singiel pt. „Przytobie”, gdzie raper zakatował polskich stand-uperów, celebrytów oraz podziały w polskim hip-hopie. Muzyk początkowo zapowiedział premierę albumu na 20 marca, jednak po kilku dniach wypowiedział się, iż pomylił datę premiery i album ukaże się 27 marca 2020 roku. Również 27 marca wystąpił w reklamie Allegro, gdzie cały dochód z reklamy, milion złotych, przeznaczył na cele charytatywne.
1 kwietnia 2020 ukazał się singiel pt. „Szubienicapestycydybroń”, z teledyskiem w którym Quebonafide porzuca styl cichego chłopca, a na jego ciele znowu pojawiają się tatuaże. W singlu atakuje m.in. aktora Sebastiana Fabijańskiego. Tym samym okazało się, że pierwsza płyta była tylko limitowanym dodatkiem, a właściwa płyta zaczyna dochodzić do odbiorców i pojawiła się na streamingach. Album został podzielony na dwie wersje, pierwsza japońska z trzema dodatkowymi numerami, dostępna do zamówienia na stronie wytwórni rapera. Druga jest wersją europejska, została dostępna do kupienia we wszystkich sklepach muzycznych. W ramach promocji płyty raper wydał film dokumentalny pt. Quebonafide: Romantic Psycho Film, w którym artysta ukazuje prace nad tworzeniem nowego albumu oraz kulisy akcji promocyjnej. Film został wyświetlony w kinach, a bilety zostały wysprzedane już w przedsprzedaży.

## Odbiór

### Krytyczny
Pierwsza edycja albumu została w większości niejednoznacznie odebrana w środowisku krytyków muzycznych.
Serwis newonce jako jedyny pozytywnie przyjął koncept jaki obrał album. W swojej recenzji opisali płytę jako hołd dla podziemnego rapu oraz pochwalili rapera za powrót do swojego starego stylu. Krytyk Andrzej Cała z Codziennej Gazety muzycznej nie wziął płyty na poważnie, określając ją jako żart, dodając, że czeka na prawdziwy album. Jakub Wątor z Wirtualnej Polski również odebrał album jako część promocyjną innej pyty. W swojej recenzji napisał, że album brzmi jak z przełomu lat dwutysięcznych i otoczką zbliżony jest do pierwszych nielegali rapera. Dodał jednak, że album nie wzbudza u niego większego entuzjazmu. Jakub Purłan na stronie skrr.pl w swojej recenzji napisał, że niektórym osobom będzie ciężko przebrnąć przez album, który do końca nie wiadomo, jak mamy odbierać. Sam stwierdził, że płyta nie jest zbyt przyjemna dla ucha.
Druga edycja albumu, ta właściwa, zdobyła przychylniejsze recenzje.
Na portalu Noizz Maciej Wernio w swojej recenzji napisał, że jest to „najbardziej dopracowany album Quebonafide i być może najlepsza płyta w całym jego dorobku.”. Jednak dodał, że brakuje mu na płycie akcentu starego stylu Quebonafide, który odszedł w stronę mainstreamową. Krytyk Rafał Samborski ze strony Interia.pl przyznał albumowi ocenę osiem w skali na dziesięć. W swojej recenzji stwierdził, że to jedna z najmocniejszych płyt, jaka wyszła w tym roku, dodając, że takiego Quebonafide chcę się słuchać. Andrzej Cała z Codziennej Gazety Muzycznej również przychylnie ocenił album, wystawiając mu ocenę cztery w skali na pięć. Autor szczególnie zwrócił uwagę na to, iż raper wyniósł się poza ramy swojej twórczości i otworzył na inne gatunki, dodając że to świetna mainstreamowa muzyka. Mateusz Sikorski na łamach strony kulturalnemedia.pl przyznał płycie aż dziewięć na dziesięć gwiazdek, a w swojej recenzji zaznaczył, że raper jest dobrym autorem tekstów.

### Komercyjny
Romantic Psycho zadebiutowało na pierwszym miejscu OLiS a sam artysta zapełnił całe podium listy, Egzotyka trafiła na drugie miejsce, zaś Ezoteryka na trzecie. Łącznie naraz na OLiS trafiło pięć płyt rapera, więcej płyt naraz, siedem, miał tylko Taco Hemingway. Romantic Psycho znalazł się na pierwszym miejscu listy pięć razy, co jest historycznym wynikiem w polskim hiphopie. Płyta, tak samo jak dwie poprzednie (Egzotyka i Soma 0,5 mg) już w przedsprzedaży rozeszła się w 30 tys. egzemplarzy zdobywając status platynowy. Oficjalne przyznanie platynowej płyty miało miejsce 30 kwietnia 2020, zaś 13 sierpnia płyta uzyskała status podwójnie platynowej za sprzedaż 60 tys. egzemplarzy. Płyta była również najlepiej sprzedającą się płytą w kwietniu w Polsce, oraz drugą najlepiej sprzedającą się w maju. Płyta odniosła również wysokie wyniki streamingowe, w serwisie YouTube, każdy kawałek z płyty ma ponad milion odsłon, w tym najwięcej „Bubbletea”, 31 mln oraz „Szubienicapestycydybroń”, 22 mln.
Płyta była najlepiej sprzedającym się albumem w 2020 roku.

## Lista utworów
Opracowano na podstawie materiału źródłowego.
| Romantic Psycho (EU Edition) | Romantic Psycho (EU Edition)                         | Romantic Psycho (EU Edition)            | Romantic Psycho (EU Edition) | Romantic Psycho (EU Edition) |
| Nr                           | Tytuł utworu                                         | Tekst                                   | Producent                    | Długość                      |
| ---------------------------- | ---------------------------------------------------- | --------------------------------------- | ---------------------------- | ---------------------------- |
| 1.                           | „Romantic Psycho” (gościnnie Taco Hemingway)         | Kuba Grabowski, Filip Szcześniak        | Mr. Krime                    | 3:36                         |
| 2.                           | „Jesień” (gościnnie Natalia Szroeder)                | K. Grabowski                            | F.O.R.X.S.T.                 | 3:33                         |
| 3.                           | „Przytobie”                                          | K. Grabowski                            | Patr00                       | 3:31                         |
| 4.                           | „Szubienicapestycydybroń”                            | K. Grabowski, F. Szcześniak             | Mr. Krime                    | 4:23                         |
| 5.                           | „Tęskniezastarymkanye” (gościnnie Natalia Szroeder)  | K. Grabowski, Natalia Szroeder          | Emade                        | 3:05                         |
| 6.                           | „Aspartam” (gościnnie Mata)                          | K. Grabowski, Michał Matczak            | Kacperczyk                   | 3:26                         |
| 7.                           | „Cojestmałpy” (gościnnie Smarki Smark)               | K. Grabowski, Jerzy Buczkowski          | Kixnare                      | 3:54                         |
| 8.                           | „Rumpelstilskin” (gościnnie Vito Bambino)            | K. Grabowski                            | Emade                        | 3:29                         |
| 9.                           | „Gazprom” (gościnnie Sokół)                          | K. Grabowski, Wojciech Sosnowski        | Czarny HIFI                  | 3:15                         |
| 10.                          | „Świattomójplaczabaw” (gościnnie Sentino)            | K. Grabowski, Sebastian Enrique Alvarez | lad Aslan                    | 2:46                         |
| 11.                          | „Ajetlagtomójnowydrag” (gościnnie Kiełas)            | K. Grabowski                            | Kiełas, F.O.R.X.S.T.         | 4:33                         |
| 12.                          | „Tokyo2020” (gościnnie Taco Hemingway)               | K. Grabowski, F. Szcześniak             | F.O.R.X.S.T.                 | 3:14                         |
| 13.                          | „Niepłaczęponotredame” (gościnnie Bedoes)            | K. Grabowski, Borys Przybylski          | lad Aslan                    | 3:33                         |
| 14.                          | „Łajza” (gościnnie Mrozu)                            | K. Grabowski                            | Mrozu                        | 4:03                         |
| 15.                          | „Bubbletea” (gościnnie Daria Zawiałow)               | K. Grabowski, Daria Zawiałow            | Duit                         | 4:45                         |
| 16.                          | „Towszytskobyłodlaciebie” (gościnnie Ralph Kaminski) | K. Grabowski                            | Ralph Kaminski               | 6:17                         |
|                              |                                                      |                                         |                              | 1:01:23                      |

| Romantic Psycho (Japan Edition) | Romantic Psycho (Japan Edition)                      | Romantic Psycho (Japan Edition)  | Romantic Psycho (Japan Edition) | Romantic Psycho (Japan Edition) |
| Nr                              | Tytuł utworu                                         | Tekst                            | Producent                       | Długość                         |
| ------------------------------- | ---------------------------------------------------- | -------------------------------- | ------------------------------- | ------------------------------- |
| 1.                              | „Romantic Psycho” (gościnnie Taco Hemingway)         | Kuba Grabowski, Filip Szcześniak | Mr. Krime                       | 3:36                            |
| 2.                              | „Jesień” (gościnnie Natalia Szroeder)                | K. Grabowski                     | F.O.R.X.S.T                     | 3:33                            |
| 3.                              | „Przytobie”                                          | K. Grabowski                     | Patr00                          | 3:31                            |
| 4.                              | „Szubienicapestycydybroń”                            | K. Grabowski, F. Szcześniak      | Mr. Krime                       | 4:23                            |
| 5.                              | „Tęskniezastarymkanye” (gościnnie Natalia Szroeder)  | K. Grabowski, Natalia Szroeder   | Emade                           | 3:05                            |
| 6.                              | „Aspartam” (gościnnie Mata)                          | K. Grabowski, Michał Matczak     | Kacperczyk                      | 3:26                            |
| 7.                              | „Cojestmałpy” (gościnnie Smarki Smark)               | K. Grabowski, Jerzy Buczkowski   | Kixnare                         | 3:54                            |
| 8.                              | „Rumpelstilskin” (gościnnie Bitamina)                | K. Grabowski                     | Emade                           | 3:29                            |
| 9.                              | „Gazprom” (gościnnie Sokół)                          | K. Grabowski, Wojciech Sosnowski | Czarny HIFI                     | 3:15                            |
| 10.                             | „Świattomójplaczabaw” (gościnnie Sentino)            | K. Grabowski                     | lad Aslan                       | 2:46                            |
| 11.                             | „Ajetlagtomójnowydrag” (gościnnie Kiełas)            | K. Grabowski                     | Kiełas, F.O.R.X.S.T.            | 4:33                            |
| 12.                             | „Tokyo2020” (gościnnie Taco Hemingway)               | K. Grabowski, F. Szcześniak      | F.O.R.X.S.T.                    | 3:14                            |
| 13.                             | „Niepłaczęponotredame” (gościnnie Bedoes)            | K. Grabowski, Borys Przybylski   | lad Aslan                       | 3:33                            |
| 14.                             | „Łajza” (gościnnie Mrozu)                            | K. Grabowski                     | Mrozu                           | 4:03                            |
| 15.                             | „Bubbletea” (gościnnie Daria Zawiałow)               | K. Grabowski, Daria Zawiałow     | Duit                            | 4:45                            |
| 16.                             | „Towszytskobyłodlaciebie” (gościnnie Ralph Kaminski) | K. Grabowski                     | Ralph Kaminski                  | 6:17                            |
| 17.                             | „Jestemkurwaczarodziejem”                            | K. Grabowski                     | Mr. Krime                       | 2:41                            |
| 18.                             | „Złotegloby” (gościnnie Kukon)                       | K. Grabowski, Jakub Konopka      | F.O.R.X.S.T.                    | 3:02                            |
| 19.                             | „Człowiekzksiężyca”                                  | K. Grabowski                     | Hatti Vatti                     | 4:19                            |
|                                 |                                                      |                                  |                                 | 1:11:25                         |

| Romantic Psycho | Romantic Psycho                                           | Romantic Psycho                      | Romantic Psycho | Romantic Psycho |
| Nr              | Tytuł utworu                                              | Tekst                                | Producent       | Długość         |
| --------------- | --------------------------------------------------------- | ------------------------------------ | --------------- | --------------- |
| 1.              | „Romantic Psycho” (gościnnie Taco Hemingway)              | Kuba Grabowski, Filip Szcześniak     | Mr. Krime       | 3:36            |
| 2.              | „Jesień” (gościnnie Natalia Szroeder)                     | K. Grabowski                         | F.O.R.X.S.T.    | 3:33            |
| 3.              | „Przytobie”                                               | K. Grabowski                         | Patr00          | 3:31            |
| 4.              | „Jezus z Rio” (gościnnie Dwightt Eisenhower)              | K. Grabowski, Piotr Zawałkiewicz     | ?               | 1:36            |
| 5.              | „Spiel des Jahres” (gościnnie TPWD)                       | K. Grabowski, Kamil Garbowski        | ?               | 3:27            |
| 6.              | „Zarys, szkic”                                            | K. Grabowski                         | ?               | 0:58            |
| 7.              | „Casino Royale” (gościnnie Chips)                         | K. Grabowski, Chips                  | ?               | 2:01            |
| 8.              | „Pieniążki” (gościnnie ZbytMocne)                         | K. Grabowski, ZbytMocne              | ?               | 2:20            |
| 9.              | „Nie rozumie, nie rozumuje”                               | K. Grabowski                         | Bob Air         | 1:02            |
| 10.             | „Frustracja” (gościnnie Graba)                            | K. Grabowski, Graba                  | DJ Gondek       | 3:06            |
| 11.             | „Koreański grill” (gościnnie Rapa Nui)                    | K. Grabowski, Krzysztof Kondracki    | ?               | 2:06            |
| 12.             | „Kurde Najs” (gościnnie Taco Hemingway)                   | K. Grabowski, F. Szcześniak          | ?               | 1:31            |
| 13.             | „Złote Maliny” (gościnnie Kukon)                          | K. Grabowski, Jakub Konopka          | Hep'Sei         | 2:01            |
| 14.             | „11 Pułk” (gościnnie Kamil DSP)                           | K. Grabowski, Kamil Piskorski        | Atezu           | 1:54            |
| 15.             | „Noc”                                                     | K. Grabowski                         | ?               | 2:10            |
| 16.             | „Saigon 1955” (gościnnie 1955 ft. Kamix, Denis, DJ Moyes) | K. Grabowski, Kamix, Denis, DJ Moyes | ?               | 3:22            |
| 17.             | „Jeep” (gościnnie Mata)                                   | K. Grabowski, Michał Matczak         | Mata            | 3:01            |
| 18.             | „Outro” (gościnnie Bogaty Ziomek Tomba)                   | K. Grabowski, Karol Poziemski        | ?               | 0:52            |
|                 |                                                           |                                      |                 | 42:07           |

## Sprzedaż

### Pozycje w notowaniachOLiS
| Tydzień | 1      | 2      | 3      | 4      | 5      | 6      | 7      | 8      | 9      | 10     | 11     | 12     | 13     | 14     | 15     | 16     |
| ------- | ------ | ------ | ------ | ------ | ------ | ------ | ------ | ------ | ------ | ------ | ------ | ------ | ------ | ------ | ------ | ------ |
| Pozycja | 1      | 1      | 2      | 1      | 1      | 2      | 1      | 4      | 8      | 8      | 3      | 8      | 10     | 2      | 5      | 3      |
| Źródło  | [ 43 ] | [ 44 ] | [ 45 ] | [ 46 ] | [ 47 ] | [ 47 ] | [ 36 ] | [ 48 ] | [ 49 ] | [ 50 ] | [ 51 ] | [ 52 ] | [ 53 ] | [ 54 ] | [ 55 ] | [ 56 ] |
| Tydzień | 17     | 18     | 19     | 20     | 21     | 22     | 23     | 24     | 25     | 26     | 27     | 28     | 29     | 30     | 31     | 32     |
| Pozycja | 6      | 12     | 6      | 13     | 7      | 17     | 19     | 19     | 28     | 20     | 27     | 19     | 28     | 42     | 40     | 44     |
| Źródło  | [ 57 ] | [ 58 ] | [ 59 ] | [ 60 ] | [ 61 ] | [ 62 ] | [ 63 ] | [ 64 ] | [ 65 ] | [ 66 ] | [ 67 ] | [ 68 ] | [ 69 ] | [ 70 ] | [ 71 ] | [ 72 ] |
| Tydzień | 33     | 34     | 35     | 36     | 37     | 38     | 39     | 40     | 41     | 42     | 43     | 44     | 45     | 46     | 47     | 48     |
| Pozycja | 28     |        |        |        |        |        |        |        |        |        |        |        |        |        |        |        |
| Źródło  | [ 73 ] |        |        |        |        |        |        |        |        |        |        |        |        |        |        |        |

| Miesiąc       | Pozycja |
| ------------- | ------- |
| Kwiecień 2020 | 1       |
| Maj 2020      | 2       |
| Czerwiec 2020 | 6       |
| Lipiec 2020   | 4       |

| Rok  | Pozycja |
| ---- | ------- |
| 2020 | 1       |

### Certyfikaty i sprzedaż
| Data                | Certyfikat ZPAV    | Sprzedaż |
| ------------------- | ------------------ | -------- |
| 30 kwietnia 2020    | platynowa płyta    | 30 000+  |
| 13 sierpnia 2020    | 2× platynowa płyta | 60 000+  |
| 7 października 2020 | 3× platynowa płyta | 90 000+  |
| 12 stycznia 2022    | diamentowa płyta   | 150 000+ |

## Historia wydania
| Data            | Format                                               | Wytwórnia  | Źródło |
| --------------- | ---------------------------------------------------- | ---------- | ------ |
| 27 marca 2020   | CD (pierwsza edycja)                                 | QueQuality | [ 19 ] |
| 1 kwietnia 2020 | CD, streaming, digital download (EU & Japan Edition) | QueQuality | [ 21 ] |

## Twórcy
Za powstanie albumu odpowiedzialne są następujące osoby:
| - Kuba „Quebonafide” Grabowski – słowa, rap, śpiew - Piotr Witkowski – mix/master - Jan Kwapisz – nagrania - Justyna Milkiewicz, Piotr Zawałkiewicz – project manager - Bartłomiej Walczuk, OsomStudios – art-Direction/design - Kamil Garbowski – zdjęcia - Piotr Szulc, Dawid Szynol, Kuba Grabowski – producent wykonawczy |  | - Smarki Smark – gościnnie w utworze „Cojestmałpy” - Taco Hemingway – gościnnie w utworach „Romantic Psycho”, „Kurde Najs” oraz „Tokyo2020” - Natalia Szroeder – gościnnie w utworze „Jesień” oraz „Tęskniezastarymkanye” - Daria Zawiałow – gościnnie w utworze „Bubbletea” - Sokół – gościnnie w utworze „Gazprom” - Bedoes – gościnnie w utworze „Niepłaczęponoterdame” - Bitamina - Vito Bambino – gościnnie w utworze „Rumpelstilskin” - Ralph Kaminski – gościnnie w utworze „Towszystkobyłodlaciebie” - Mrozu – gościnnie w utworze „Łajza” - Kiełas – gościnnie w utworze „Ajetlagtomójnowydrag” - Mata – produkcja oraz gościnnie w utworze „Jeep” oraz gościnnie w "Aspartam" - Kukon – gościnnie w utworze „Złote Maliny” oraz „Złotegloby” - Solar – gościnnie w utworze „Outro” - DJ Ike – gościnnie w utworze „Jezus z Rio” - Chips – gościnnie w utworze „Casino Royale” - Kamil Garbowski – gościnnie w utworze „Spiel des Jahres” - ZbytMocne – gościnnie w utworze „Pieniążki” - Graba – gościnnie w utworze „Frustracja” - Krzy Krzychu – gościnnie w utworze „Koreański grill” - Kamil DSP – gościnnie w utworze „11 Pułk” - Kamix, Denis, DJ Moyes – gościnnie w utworze „Saigon 1955” |  | - Duit – produkcja utworu „Bubbletea” - Mr. Krime – produkcja utworu „Romantic Psycho”, „Szubienicapestycydybroń” oraz „Cyberpunk” - F.O.R.X.S.T – produkcja utworu „Jesień”, „Ajetlagtomójnowydrag” oraz „Tokyo2020” - Patr00 – produkcja utworu „Przytobie” - Bob Air – produkcja utworu „Nie Rozumie, nie rozumuje” - Emade – produkcja utworu „Tęskniezastarymkanye” oraz „Rumpelstilskin” - Kacperczyk – produkcja utworu „Aspartam” - Kixnare – produkcja utworu „Cojestmałpy” - Czarny Hifi – produkcja utworu „Gazprom” - Kiełas – produkcja utworu „Ajetlagtomójnowydrag” - lad Aslan – produkcja utworu „Świattomójplaczabaw” oraz „Niepłaczęponoterdame” - Mrozu – produkcja utworu „Łajza” - Ralph Kaminski – produkcja utworu „Towszystkobyłodlaciebie” |

Nagrań dokonano w Studiu Nagrywarka w Warszawie.